# 来敏
来 敏（らい びん）は、中国の後漢末期、及び三国時代の蜀漢の儒学者。字は敬達。本貫は荊州義陽郡新野県。

## 生涯
光武帝の功臣である来歙の末裔。父は霊帝の時代に司空に昇った来艶。
後漢末の大乱に遭遇し、姉と共に荊州へ逃れた。その姉の夫の黄琬は、益州牧劉璋の縁戚だったことから、後に姉弟揃って劉璋に招かれ、彼の下で賓客となった。書物を広く読み漁り、『三倉』『広雅』の訓詁学に詳しく、文字の校正を好んだ。
劉備が益州を平定すると典学校尉に任じられ、許慈・胡潜・孟光と共に、宮中儀礼の制定に当たった。劉禅が立太子されると劉巴により抜擢され、太子の下で家令となった。
劉禅が蜀漢の皇帝として即位すると虎賁中郎将に、諸葛亮が漢中郡に赴任すると彼の要請で軍祭酒・輔軍将軍となるが、ある事件に関わって職を去った。諸葛亮の死後、大長秋として成都に戻るが、免職となり、後にまた光禄大夫に昇った。
延熙7年（244年）、魏の興勢侵出を受け、大将軍の費禕が迎撃に向かうことになったが、来敏は彼のもとを訪れて囲碁の対局を申し出た。出陣が迫る慌ただしい中でも費禕はそれに応じ、集中して対局に臨んだ。対局を終えると来敏は「先程は貴方を試してみただけです。貴方は本当に信任すべき方だ。必ずや賊を処理できることでしょう」と述べた。果たして費禕が出陣すると、魏軍は敗走に至った。
後に過失を犯し免職となるが、また執慎将軍に任じられる。度重なる免職はその言葉に節度がなく、行動が異常だったためだという。『春秋左氏伝』を尊ぶ来敏と、『春秋公羊伝』を尊ぶ孟光は度々議論を重ねたが、その度に孟光は大声で騒ぎ立てた。このように孟光もまた慎みがなく、議論を乱していたが、来敏の言動はさらに酷いものだったと言われる。それでも年長の学者であり、荊楚の名族の出身であり、また劉禅の東宮時代からの旧臣であることから、免職となってもまた改めて起用を受けた。
景耀年間に97歳で没した。
子の来忠もまた経学に通じ、来敏の風格があった。大将軍の姜維を補佐して評価され、彼の下で参軍となった。

### 評価
『三国志』の撰者である陳寿は来敏を、「徳業についての称賛はなかったが、まことに一代の学者であった」と評している。

### 三国志演義
羅貫中の小説『三国志演義』では、諸葛亮の第1次北伐に先立ち、名前のみ挙がる。祭酒に任じられ、成都に残留し、他の文官と共に政務を任された。